# Municipio de Hurlbut
El municipio de Hurlbut (en inglés, Hurlbut Township) es un municipio ubicado en el condado de Logan, Illinois, Estados Unidos. Según el censo de 2020, tiene una población de 338 habitantes.

## Geografía
Según la Oficina del Censo de los Estados Unidos, tiene una superficie total de 65.22 km², de la cual 65.15 km² corresponden a tierra firme y 0.07 km² es agua.

## Demografía
Según el censo de 2020, hay 338 personas residiendo en la localidad. La densidad de población es de 5.19 hab./km². El 94.7 % son blancos, el 0.6% son afroamericanos, el 0.3% son amerindios, el 1.5% son asiáticos y el 3% son de dos o más razas  Del total de la población el 0,9 % son hispanos o latinos de cualquier raza.